# 고독한 관계
《고독한 관계》는 1979년 10월 13일부터 1980년 3월 16일까지 방영한 TBC 주말연속극이다.

## 등장 인물
- 김민자
- 이순재
- 한진희
- 정윤희
- 백수련
- 이덕화
- 이미숙